# Площа 95 квартал
Пло́ща 95 кварта́л — площа у Кривому Розі, на 95 кварталі. Утворена круговим перехрестям доріг, що ведуть у всіх чотирьох напрямках міста, також знаходиться в безпосередній близькості від географічного центру Кривого Рогу. За сукупністю цих факторів, 95 квартал з його площею по праву вважається одним з центрів міста (наряду з центром культурним). 
Площа 95 квартал розташована на межі Саксаганського і Металургійного районів. Закладена на початку 1950-х рр. Адміністративно підпорядкована Саксаганському району.
Головна пішохідна і транспортна розв'язка Кривого Рогу, що утворена круговим перехрестям проспектів Університетського (Гагаріна), Металургів, Миру та вулиці Вільної Ічкерії (Волгоградська).
Споруджений підземний перехід. Обладнана клумбами. Займає площу 2080 м².